# The Remixes (альбом Мэрайи Кэри)
The Remixes — первый ремиксовый альбом американской певицы Мэрайи Кэри, выпущенный 14 октября 2003 года лейблом Columbia Records. Альбом представляет собой коллекцию ремиксов, разделённую на две условные части: первый диск — собрание танцевальных версий, второй диск — дуэты и ремиксы в жанре хип-хопа.

## Об альбоме
Как и другой сборник Мэрайи Greatest Hits 2001 года, The Remixes получил минимальную промоподдержку. Зная, что альбом был обязателен по контракту, и то что бывший муж Мэрайи — Tommy Mottola был уволен из Columbia, у Мэрайи было больше шансов сделать великолепный проект, вследствие чего она дала несколько интервью в поддержку альбома.
Смесь танцевальных ремиксов, один из которых «U Like This (Megamix)», был востребован клубами в марте 2004 и занял максимальное место по популярности на 38 месте в чарте Hot Dance Music/Club Play. Умеренные продажи альбома восстановились после успеха четырнадцатого альбома Мэрайи — The Emancipation of Mimi.

## Песни
Альбом состоит из танцевальных ремиксов, представленных на первом диске, и хип-хоп ремиксов с пятью дуэтами — на втором. Композиция «My All» (Morales «My» Club Mix), созданная американским хаус-диджеем Дэвидом Моралесом, схожа мелодией и вокалом с альбомной версией и часто звучит на концертных турах певицы. Ещё один танцевальный микс Моралеса — «Fly Away (Butterfly Reprise)» (Fly Away Club Mix) отличается от оригинала полностью перепетым вокалом. Ремикс вошёл в двадцатку лучших синглов чарта Billboard Hot Dance Club Play, а его укороченная версия была включена в основной список композиций альбома Butterfly в качестве интерлюдии.

## Реакция общественности

### Коммерческий успех
Альбом дебютировал на первом месте в американском чарте Billboard Dance/Electronic Albums и удерживал лидерство в течение восьми недель. В основном альбомном чарте Billboard 200 он стартовал на 26 позиции и продержался в нём пять недель, покинув чарт с 175 места. По состоянию на ноябрь 2018 года продажи альбома на территории Соединённых Штатов Америки составляют 289 000 копий.

## Список композиций
| №                   | Название                                                                     | Автор(ы)                                                          | Продюсер(ы)                                                              | Длительность |
| ------------------- | ---------------------------------------------------------------------------- | ----------------------------------------------------------------- | ------------------------------------------------------------------------ | ------------ |
| 1.                  | «My All» (Morales «My» Club Mix)                                             | Мэрайя Кэри Уолтер Афанасьефф                                     | Мэрайя Кэри Уолтер Афанасьефф Дэвид Моралес                              | 7:12         |
| 2.                  | «Heartbreaker/If You Should Ever Be Lonely» (Junior's Heartbreaker Club Mix) | Кэри Вэл Янг Фредерик Дженкинс                                    | Кэри Джуниор Васкез                                                      | 10:18        |
| 3.                  | «Fly Away (Butterfly Reprise)» (Fly Away Club Mix)                           | Кэри Моралес Берни Топин Элтон Джон                               | Кэри Моралес Сатоси Томииэ                                               | 9:50         |
| 4.                  | «Anytime You Need a Friend» (C&C Club Version)                               | Кэри Афанасьефф                                                   | Кэри Афанасьефф Роберт Клайвиллес Дэвид Коул                             | 10:54        |
| 5.                  | «Fantasy» (Def Club Mix)                                                     | Кэри Тина Уеймаут Крис Франц Дэйв Холл Эдриан Белью Стивен Стэнли | Кэри Коул Моралес                                                        | 11:17        |
| 6.                  | «Honey» (Classic Mix)                                                        | Кэри Моралес Бобби Робинсон Kool Moe Dee                          | Кэри Моралес Томаи                                                       | 8:06         |
| 7.                  | «Dreamlover» (Def Club Mix)                                                  | Кэри Холл                                                         | Кэри Холл Моралес                                                        | 10:44        |
| 8.                  | «Emotions» (12" Club Mix)                                                    | Кэри Коул Клайвиллес                                              | Коул Клайвиллес Кэри                                                     | 5:50         |
| 9.                  | «Through the Rain» (HQ2 Radio Edit)                                          | Кэри Лайонел Кол                                                  | Джимми Джем Терри Льюис Кэри Джеймс «Big Jim» Райт Hex Hector Мак Квейли | 4:09         |
| Общая длительность: | Общая длительность:                                                          | Общая длительность:                                               | Общая длительность:                                                      | 1:18:20      |

| №                   | Название | Автор(ы) | Продюсер(ы)                            | Длительность |
| ------------------- | --- | --- | -------------------------------------- | ------------ |
| 1.                  | «Fantasy» (при участии Ol’ Dirty Bastard)                                                                              | Кэри Ol’ Dirty Bastard Холл Франц Уеймаут Белью Стэнли                                                                                          | Кэри Холл                              | 4:52         |
| 2.                  | «Always Be My Baby» (Mr. Dupri Mix при участии Da Brat и Xscape)                                                       | Кэри Джермейн Дюпри Мануэль Сил Джем Льюис | Кэри Дюпри Сил                         | 4:40         |
| 3.                  | «My All/Stay Awhile» (So So Def Remix при участии Lord Tariq и Peter Gunz)                                             | Кэри Афанасьефф Карл МакИнтош Джейн Юджин Стив Нихол                                                                                            | Кэри Афанасьефф Дюпри Carl-So-Lowe     | 4:44         |
| 4.                  | «Thank God I Found You» (Make It Last Remix при участии Joe и Nas)                                                     | Кэри Джем Льюис Тедди Рилей Кейт Свит | Джем Льюис Кэри DJ Clue Ken Duro Ifill | 5:09         |
| 5.                  | «Breakdown» (при участии Krayzie Bone и Wish Bone)                                                                     | Шон Комбс Кэри K. Bone W. Bone Stevie J | Кэри Stevie J Комбс                    | 4:44         |
| 6.                  | «Honey» (So So Def Mix при участии Da Brat и Джермейна Дюпри)                                                          | Кэри Рональд Ларкинс Ларри Прайс Малкольм Макларен Берри Горди Фредди Перрен Альфонсо Майзелл Деки Ричардс Стивен Хейг Робинсон Kool Moe Dee    | Дюпри                                  | 5:12         |
| 7.                  | «Loverboy» (Remix при участии Da Brat, Ludacris, Twenty II и Shawnna)                                                  | Кэри Da Brat Ludacris Shawnna Twenty II Ларри Блэкмон Томи Дженкинс                                                                             | Кларк Кент Кэри                        | 4:31         |
| 8.                  | «Heartbreaker» (Remix при участии Da Brat и Мисси Эллиотт)                                                             | Кэри Da Brat Эллиотт R.E. Brown Snoop Dogg N. Hale W. Griffin III A.R. Young                                                                    | DJ Clue Кэри Ken Duro Ifill            | 4:38         |
| 9.                  | «Sweetheart» (при участии Джермейна Дюпри)                                                                             | Рэйни Дэвис Питер Кёсслер | Дюпри Кэри                             | 4:22         |
| 10.                 | «Crybaby» (при участии Snoop Dogg)                                                                                     | Кэри Snoop Dogg Трей Лоренц Рилей Джен Гриффин Тимми Гатлинг Аарон Холл                                                                         | Damizza Кэри                           | 5:21         |
| 11.                 | «Miss You» (при участии Jadakiss)                                                                                      | Кэри Дюпри Брайан-Майкл Кокс Дж. Филипс Терри Итлинг Линда Лори                                                                                 | Дюпри Кэри Кокс                        | 5:09         |
| 12.                 | «The One» (So So Def Remix при участии Bone Crusher)                                                                   | Кэри Дюпри Bone Crusher Рилей Гриффин Холл Гатлинг                                                                                              | Дюпри Кэри Кокс                        | 4:38         |
| 13.                 | «I Know What You Want» (Баста Раймс и Мэрайя Кэри при участии Flipmode Squad)                                          | Баста Раймс Spliff Star Rampage L. Jones Rah Digga Rick Rock                                                                                    | Rock Darren Rapp                       | 4:12         |
| 14.                 | «All I Want for Christmas Is You» (So So Def Remix при участии Джермейна Дюпри и Lil' Bow Wow) (Бонус-трек для Японии) | Кэри Афанасьефф Артур Бейкер Джон Роби Кевин Донован, Эллис Уиллиамс, Роберт Даррелл Аллен, Джон Миллер, Джон Биас Ральф Хюттер Флориан Шнайдер | Кэри Афанасьефф Дюпри                  | 3:44         |
| Общая длительность: | Общая длительность: | Общая длительность: | Общая длительность:                    | 1:05:56      |

## Чарты
| Чарт (2003)                             | Высшее место |
| --------------------------------------- | ------------ |
| Australian Albums (ARIA)                | 78           |
| Нидерланды (Album Top 100)              | 99           |
| Франция (SNEP)                          | 60           |
| Италия (Classifica album)               | 72           |
| Новая Зеландия (RMNZ)                   | 36           |
| Шотландия (Scottish Albums Chart)       | 79           |
| Швейцария (Schweizer Hitparade)         | 69           |
| Великобритания (UK Albums Chart)        | 35           |
| США (Billboard 200)                     | 26           |
| США (Billboard Dance/Electronic Albums) | 1            |
| США (Billboard Top R&B/Hip-Hop Albums)  | 25           |

| Чарт (2003)                         | Высшее место |
| ----------------------------------- | ------------ |
| Dance/Electronic Albums (Billboard) | 5            |
| Чарт (2004)                         | Высшее место |
| Dance/Electronic Albums (Billboard) | 8            |